# Boodanur, Ramdurg
Boodanur là một làng thuộc tehsil Ramdurg, huyện Belgaum, bang Karnataka, Ấn Độ.